# Соціалістична Федеративна Республіка Югославія
Соціалісти́чна Федерати́вна Респу́бліка Югосла́вія — колишня югославська держава, яка існувала у 1945–1992 роках. Офіційно країна називалася Федеративна Народна Республіка Югославія у 1945–1963, і Соціалістична Федеративна Республіка Югославія у 1963–1992.

## Історія
На зборах комуністичних югославських партизанів у Яйці (29 листопада — 4 грудня 1943) була проголошена Демократична Федеративна Югославія.
В жовтні 1944 через масові напади красноармійців на громадян Югославії (зокрема зафіксували 121 зґвалтування, 111 — з убивствами жертви, 1204 пограбування із завданням тілесних ушкоджень) керівники Югославії попросили голову радянської місії генерала Ніколая Корнєєва вгамувати насильників, розбійників , але той заявив про наклеп. Між Йосипом Брозом Тіто та Сталіним виник конфлікт.
Після визволення країни 9 травня 1945 територія повністю контролювалася Народно-визвольним військом Югославії (НВВЮ) під проводом Йосипа Броза Тіто і комуністичної партії.
Установчі збори, скликані Народним фронтом під проводом КПЮ, проголосили 29 листопада 1945 року Югославію Федеративною Народною Республікою (ФНРЮ), а 30 січня 1946 р. схвалено конституцію ФНРЮ.

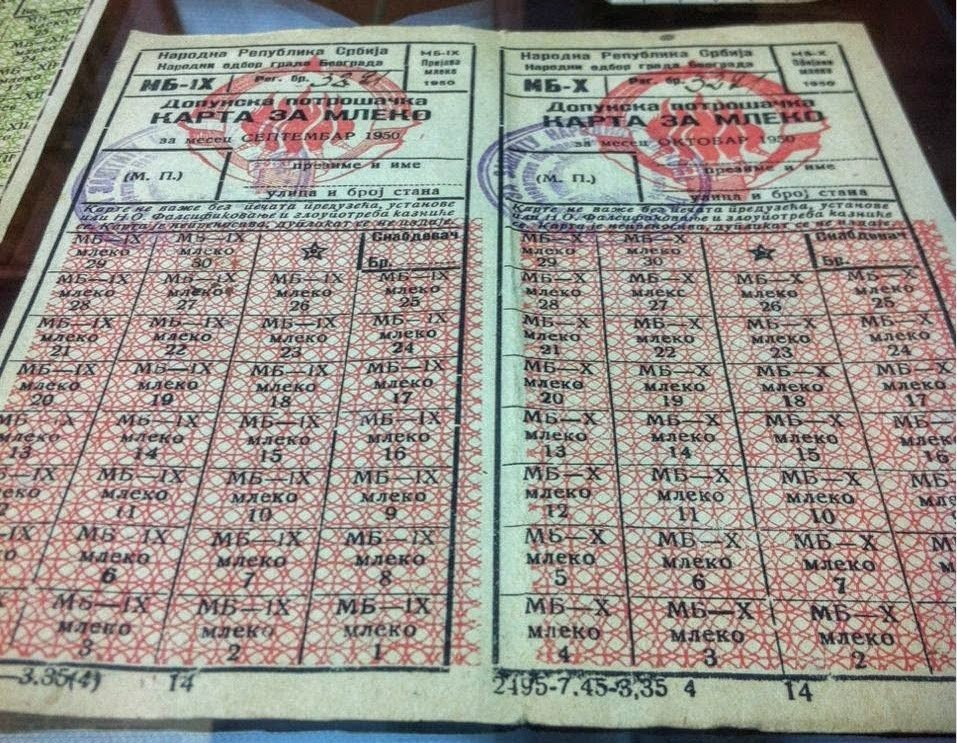
Продуктові картки на видачу молока. 1950-й рік.

Через післявоєнний стан і посуху 1950 року в Югославії деякий час були у вжитку продуктові картки, за якими населенню видавали хліб, молоко, м'ясо тощо.
1948 року Йосип Броз Тіто у радянській пресі зазнав критики через його відмову безоглядно виконувати вказівки офіційної Москви. Сталін намагався утвердити контроль за країною за допомогою спільних підприємств, які мав контролювати СРСР, на що не погодився Й. Тіто. Також Тіто запропонував Народній Республіці Албанія вступити до ФНРЮ, натомість передати їй Косово. Сталін, через «Інформаційне бюро комуністичних і робітничих партій» (наступник Комінтерну), закликав членів КПЮ «змінити ревізіоністське керівництво партії».
За спогадами Микити Хрущова, Сталін казав: «…ворухну мізинцем — і не буде Тіто. Але хоч скільки рухав… усім, чим міг, Тіто не злетів… бо за ним стояла держава… народ».
Протягом наступних 5 років, між країнами були дуже тяжкі відносини. Югославія була піддана економічній блокаді. На кордонах із сателітами СРСР — Угорською Народною Республікою, Народною Республікою Румунія, Народною Республікою Болгарія — трапились 219 збройних інцидентів.
Нормалізація стосунків з СРСР почалася після смерті Сталіна. 1955 року країну відвідав М. Хрущов.
КПЮ (від листопада 1952 р. — Союз комуністів Югославії) стала єдиною політичною партією і, після проголошення Конституційного закону про основи суспільного й політичного устрою ФНРЮ та про союзні органи влади, змінила низку статей конституції (з 1946 р.) та формально перебрала повну владу.
За часів правління Йосипа Броз Тіто (Президент, Верховний головнокомандувач ЗС з 14 січня 1953 року до 1980 року), країна була активним членом Руху неприєднання. Після його смерті, у країні було запроваджене колективне президентство.
За спогадами сербського історика, автора 3-х книг про Югославію, Сербію Михайла Рамача (1951 р. н.), його покоління не бачило Тіто диктатором. Диктаторами були Брєжнєв, Чаушеску, лідери країн за «залізною завісою». Батьки, вчителі з дитинства говорили, що за «залізною завісою» — комуністичне лихо, Югославія — інша. Працював журналістом в другій половині 1970-х, його редакція могла вільно передплатити «Тайм», «Ньюзвік», «Шпіґель», «Панораму». Безкоштовно отримували «Правду», «Литературную газету», «Огонёк» та інші публікації з Москви. Покоління М. Рамача відверто глузувало з московської пропаганди.
У 1991–1992 роках, унаслідок етнічних конфліктів, що переросли у війну, Югославія почала розпадатися. 25 червня 1991 року проголосила незалежність Хорватія і Словенія, 8 вересня 1991 — Північна Македонія, 5 квітня 1992 — Боснія і Герцеговина. Сербія і Чорногорія проголосили Союзну Республіку Югославія. ЮНА вчинила напад на Словенію, Сербія і Чорногорія вчинили напад на Хорватію, Сербія на Боснію і Герцеговину.

## Адміністративний устрій
Згідно з конституцією, прийнятою 31 січня 1941 року, у країні було створено шість соціалістичних республік та дві автономні області у складі Соціалістичної республіки Сербії:
| Назва                                                                                            | Столиця   | Прапор | Герб |
| ------------------------------------------------------------------------------------------------ | --------- | ------ | ---- |
| Соціалістична Республіка Боснія і Герцеговина босн. Socijalistička Republika Bosna i Hercegovina | Сараєво   |        |      |
| Соціалістична Республіка Хорватія хорв. Socijalistička Republika Hrvatska                        | Загреб    |        |      |
| Соціалістична Республіка Македонія мак. Социјалистичка Република Македонија                      | Скоп'є    |        |      |
| Соціалістична Республіка Чорногорія серб. Socijalistička Republika Crna Gora                     | Тітоград* |        |      |
| Соціалістична Республіка Сербія серб. Социјалистичка Република Србија                            | Белград   |        |      |
| Соціалістичний автономний край Косово серб. Социјалистичка Аутономна Покрајина Косово            | Приштина  |        |      |
| Соціалістичний автономний край Воєводина серб. Социјалистичка Аутономна Покрајина Војводина      | Нові-Сад  |        |      |
| Соціалістична Республіка Словенія словен. Socialistična Republika Slovenija                      | Любляна   |        |      |

* нині Подгориця.

## Політична система
Монопартійна. Заснування інших партій заборонялось. Монополія комуністичної ідеології.

## Економіка
Країна не входила до Варшавського договору. Економічний лад країни — відносний економічний лібералізм. Діяли приватні магазини, ремісники, селяни мали право мати 10 га землі, необмежену кількість худоби.

## Права, обов'язки громадян
Громадяни мали право вільно відвідувати церкву.
За спогадами Михайла Рамача, він отримав закордонний паспорт та поїхав до Італії у віці 14 років. Працював журналістом в другій половині 1970-х, його редакція могла вільно передплатити «Тайм», «Ньюзвік», «Шпіґель», «Панораму». Безкоштовно отримували «Правду», «Литературную газету», «Огонёк» та купу безглуздих публікацій з Москви, яка тратила шалені гроші на «глупу пропаганду». Покоління М. Рамача відверто глузувало з московської пропаганди. Можна було читати заборонених в СССР авторів, зокрема, Йонеску, Сартра, Бекета, Буковскі, друкували твори Пастернака, Солженіцина, Бродського та ін. Тіто дозволив авнгардний театр, джаз, слухати «Бітлз», «Роллінґ Стоунз», читати західну наукову літературу.
Дозволяли писати про окремі негативні явища, піддавати критиці окремі рішення державних органів. Забороняли писати проти політичної системи країни, пожиттєвого президента. Не дозволяли засновувати інші партії.

## Спорт в Югославії

### Баскетбол
- Збірна Югославії (чоловіки) — Чемпіон світу 1970, 1978, 1990, срібний призер — 1963, 1967, 1974, бронзовий — 1982, 1986 років.

### Футбол
- Црвена Звезда — володар Кубка європейських чемпіонів 1991 року.
- Збірна Югославії — фіналіст Чемпіонатів Європи 1960, 1968 років.

### Легка атлетика
30-31 серпня 1990 року в Спліті на стадіоні «Полюд» відбувся Чемпіонат Європи. Біляна Петровіч стала срібною призеркою зі стрибків у висоту.

## Адміністративно-територіальний поділ Югославії та її складових (1943–2010)
| 1943          | 1946           | 19631                   | 19741                      | 1991            | 1992                 | 1999      | 2003 | 2006 | 2008 |
| ДФЮ           | ФНРЮ           | СФРЮ                    | розпущена                  |                 |                      |           |      |      |      |
| ФД БіГ        | НР БіГ         | СР Боснія і Герцеговина | Боснія і Герцеговина       |                 |                      |           |      |      |      |
| ФД Хорватія   | НР Хорватія    | СР Хорватія             | Республіка Хорватія        |                 |                      |           |      |      |      |
| ФД Македонія  | НР Македонія   | СР Македонія            | Північна Македонія         |                 |                      |           |      |      |      |
| ФД Македонія  | НР Македонія   | СР Македонія            |                            | СРЮ             | Сербія і Чорногорія2 | розпущена |      |      |      |
| ФД Чорногорія | НР Чорногорія  | СР Чорногорія           | Р Чорногорія (федеративна) | Чорногорія      |                      |           |      |      |      |
| ФД Сербія     | НР Сербія      | СР Сербія               | Р Сербія (федеративна)     | Сербія          |                      |           |      |      |      |
| ФД Сербія     | • АК Воєводина | • САК Воєводина         | • АР Воєводина             |                 |                      |           |      |      |      |
| ФД Сербія     | • АК Косово 3  | • САК Косово            | • АК Косово і Метохія      | Протекторат ООН | Республіка Косово    |           |      |      |      |
| ФД Словенія   | НР Словенія    | СР Словенія             | Республіка Словенія        |                 |                      |           |      |      |      |

| ФНР | «Федеративна Народна Республіка» | НР | «Народна Республіка»     |     |                                        |
| АК  | «Автономний Край»                | ФР | «Федеративна Республіка» | САК | «Соціалістичний Автономний Край»       |
| БіГ | Боснія і Герцеговина             | Р  | «Республіка»             | СФР | «Соціалістична Федеративна Республіка» |
| ДФ  | «Демократична Федерація»         | ФД | «Федеральна Держава»     | СР  | «Соціалістична Республіка»             |

1  Роки, коли вступила в дію Конституція СФРЮ та були внесені зміни.

2  Союзна Республіка Югославія.

### Нові держави
| Герб | Прапор | Назва офіційна назва                           | Форма правління               | Столиця   |
| ---- | ------ | ---------------------------------------------- | ----------------------------- | --------- |
|      |        | Боснія і Герцеговина босн. Bosna i Hercegovina | Республіка                    | Сараєво   |
|      |        | Північна Македонія мак. Северна Македонија     | Республіка                    | Скоп'є    |
|      |        | Сербія серб. Србија                            | Республіка                    | Белград   |
|      |        | Словенія словен. Slovenija                     | Республіка                    | Любляна   |
|      |        | Хорватія хорв. Hrvatska                        | Республіка                    | Загреб    |
|      |        | Чорногорія чорн. Crna Gora                     | Республіка                    | Подгориця |
|      |        | Косово алб. Kosova                             | Республіка (частково визнана) | Приштина  |